# Comuna Odder
Odder (Odder Kommune) este o comună din regiunea Midtjylland, Danemarca, cu o suprafață totală de 225,04 km² și o populație de 21.763 de locuitori (2011).